# Teague
Teague is een plaats (city) in de Amerikaanse staat Texas, en valt bestuurlijk gezien onder Freestone County.

## Demografie
Bij de volkstelling in 2000 werd het aantal inwoners vastgesteld op 4557.
In 2006 is het aantal inwoners door het United States Census Bureau geschat op 4775, een stijging van 218 (4,8%).

## Geografie
Volgens het United States Census Bureau beslaat de plaats een oppervlakte van
8,9 km², geheel bestaande uit land.

## Plaatsen in de nabije omgeving
De onderstaande figuur toont nabijgelegen plaatsen in een straal van 28 km rond Teague.